# Ерен Дердийок
Ерѐн Дердийо̀к (на немски: Eren Derdiyok) е швейцарски футболист, нападател.
Роден е на 12 юни 1988 година в Базел в семейство на кюрди от Турция. Започва професионалната си кариера през 2005 година, като през следващите 19 години сменя 11 клуба с най-продължителни престои в „Байер – Леверкузен“ (2009 – 2012) и „Галатасарай“ (2016 – 2019). Между 2008 и 2018 година играе и в националния отбор на Швейцария. През 2024 година обявява прекратяването на състезателната си дейност и намерението си да стане треньор.